# Abhainn Dearg Distillery
Abhainn Dearg (engl. Aussprache: [ˈævɪn ˈdʒɛrəɡ]; schottisch-gälisch für „Roter Fluss“) ist eine Whisky-Brennerei im nördlichen Teil Lewis der Insel Lewis and Harris, einer Insel der Äußeren Hebriden.

## Geschichte
Die Abhainn Dearg Distillery wurde 2008 von Mark Tayburn in der Nähe von Uig gegründet.
Sie ist seit 1828 die erste legale Brennerei auf den Äußeren Hebriden.

## Produktion
Die Destillerie besitzt einen Maischbottich, in dem 500 kg Malz vermaischt werden können, einen Gärbottich mit 7500 l Volumen und zwei Brennblasen mit je etwa 2000 l Arbeitsvolumen. Es wird betont, dass weder ein Farbzusatz erfolgt, noch kaltfiltriert wird. Die jährliche Brennkapazität wird mit 40.000 Litern angegeben, eine im Vergleich zu anderen Brennereien kleine Menge. Eine andere Quelle gibt eine Produktionsmenge von 20.000 l pro Jahr an.

## Besichtigungen
Verkostungen (kostenpflichtig) und eine Besichtigung der Brennerei sind möglich, wenn man sich per Kontaktformular im Internet anmeldet.

## Produkte
2011 wurde nach der Mindestlagerzeit von drei Jahren die erste Abfüllung vorgestellt. Momentan (8/2025) sind zwei Produkte erhältlich:

### Cask Strength Single Malt Whisky
Ohne Altersangabe. Er wird aus Gerste hergestellt, die auf Lewis angebaut und in der Brennerei gemälzt wurde.

### Abhainn Dearg X Single Malt
Ein zehnjähriger Malt. Er reift in Eichenfässern und ist nicht filtriert.